# 中央アトラス・タマジクト語
中央アトラス・タマジクト語（ちゅうおうアトラス・タマジクトご、ⵜⴰⵎⴰⵣⵉⵖⵜ）は、ベルベル語の一種である。話者はモロッコ中央に位置するアトラス山脈に居住する人々である。タマジクトはアマジグ人から由来する言葉である。中央アトラス・ベルベル語、中央アトラス・アマジグ語とも呼ばれる。

## 言語名別称
50音順、欧文表記
- シルハ語 Shilha、Central Shilha
- 中央アトラス・アマーズィーグ語
- 中央アトラス・アマジク語
- 中央アトラス・アマジグ語
- 中央アトラス・タマジクト語 Tamazight (Central Atlas)
- 中央アトラス・タマジグト語
- 中央アトラス・ベルベル語 Middle Atlas Berber、Berber (Middle Atlas)

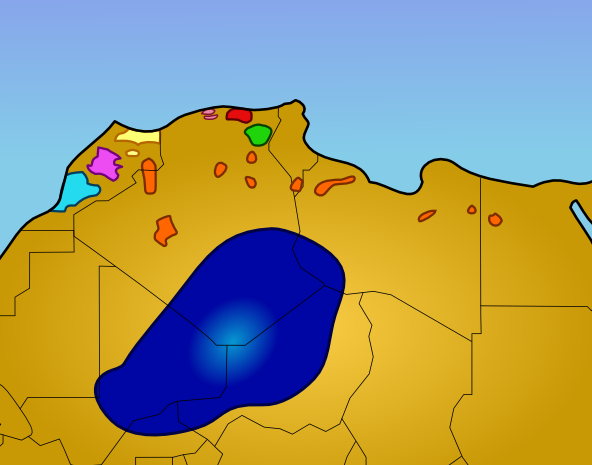
北アフリカにおけるベルベル語の分布
シルハ語（タシルハイト語、タシュリヒート語、タスースィッツ語）
中央アトラス・アマジグ語（タマジクト語、タマジグト語）
リーフ語（タリフィート語、タアリフィート語）
オアシスグループ
シェヌア語
カビル語
シャウィーア語
トゥアレグ語

- ベルベル Berber、Berbère

欧文
- Izayan
- Izdeg
- Segrushen
- Tamazight

| シルハ語（タシルハイト語、タシュリヒート語、タスースィッツ語） 中央アトラス・アマジグ語（タマジクト語、タマジグト語） リーフ語（タリフィート語、タアリフィート語） オアシスグループ | シェヌア語 カビル語 シャウィーア語 トゥアレグ語 |